# Andy Lee
Andy Lee est un boxeur irlandais né le 11 juin 1984 à Bow en Angleterre. Il est le cousin du champion du monde de boxe poids lourds Tyson Fury.

## Carrière
Passé professionnel en 2006, il remporte le titre vacant de champion du monde des poids moyens WBO le 13 décembre 2014 après sa victoire par arrêt de l'arbitre à la 6e reprise contre le russe Matvey Korobov. Lee conserve son titre le 11 avril 2015 après un match nul contre l'américain Peter Quillin puis s'incline aux points face à Billy Joe Saunders le 19 décembre 2015.